# Amphithéâtre de Florence
L'amphithéâtre de Florence est l'amphithéâtre romain de la ville antique de Florentia, en Italie. Quasiment détruit, il n'en subsiste plus guère de traces dans l'actuelle Florence, à part dans le tracé incurvé de certaines rues du centre-ville qui en épousent la forme elliptique.

## Localisation
L'amphithéâtre s'élevait dans le ce qui est, à l'époque contemporaine, le centre historique de Florence (quartiere 1 (it)), immédiatement à l'ouest de la piazza Santa Croce. Son tracé est matérialisé par la piazza de' Peruzzi (it), la via dei Bentaccordi (it) et la via Torta (it) (« tordue ») : ces rues, et les habitations qui les bordent, sont incurvées et forment une ellipse incomplète. Deux rues traversent l'intérieur de l'ancien amphithéâtre : la via dell'Anguillara (it) et le borgo dei Greci (it). Le reste de l'intérieur est intégralement occupé par des immeubles.
Une rue proche, la via del Parlagio (it), était connue jusqu'en 2012 comme via del Parlascio ; ce terme provient du latin perilasium, lui-même issu du grec ancien περιελάσον (perieláson) signifiant « espace circulaire », en référence à la courbure de l'amphithéâtre. Ce terme, ou des dérivés, se retrouve dans la toponymie issue de plusieurs autres amphithéâtres romains en Italie.
L'amphithéâtre de Florence n'est pas le seul dont le tissu urbain conserve des traces : c'est également le cas à Lucques, à Pollenzo et à Venafro, par exemple. En revanche, l'intérieur de l'amphithéâtre a également été bâti et percé de rues, ce qui ne se rencontre pas dans les trois villes précédentes.

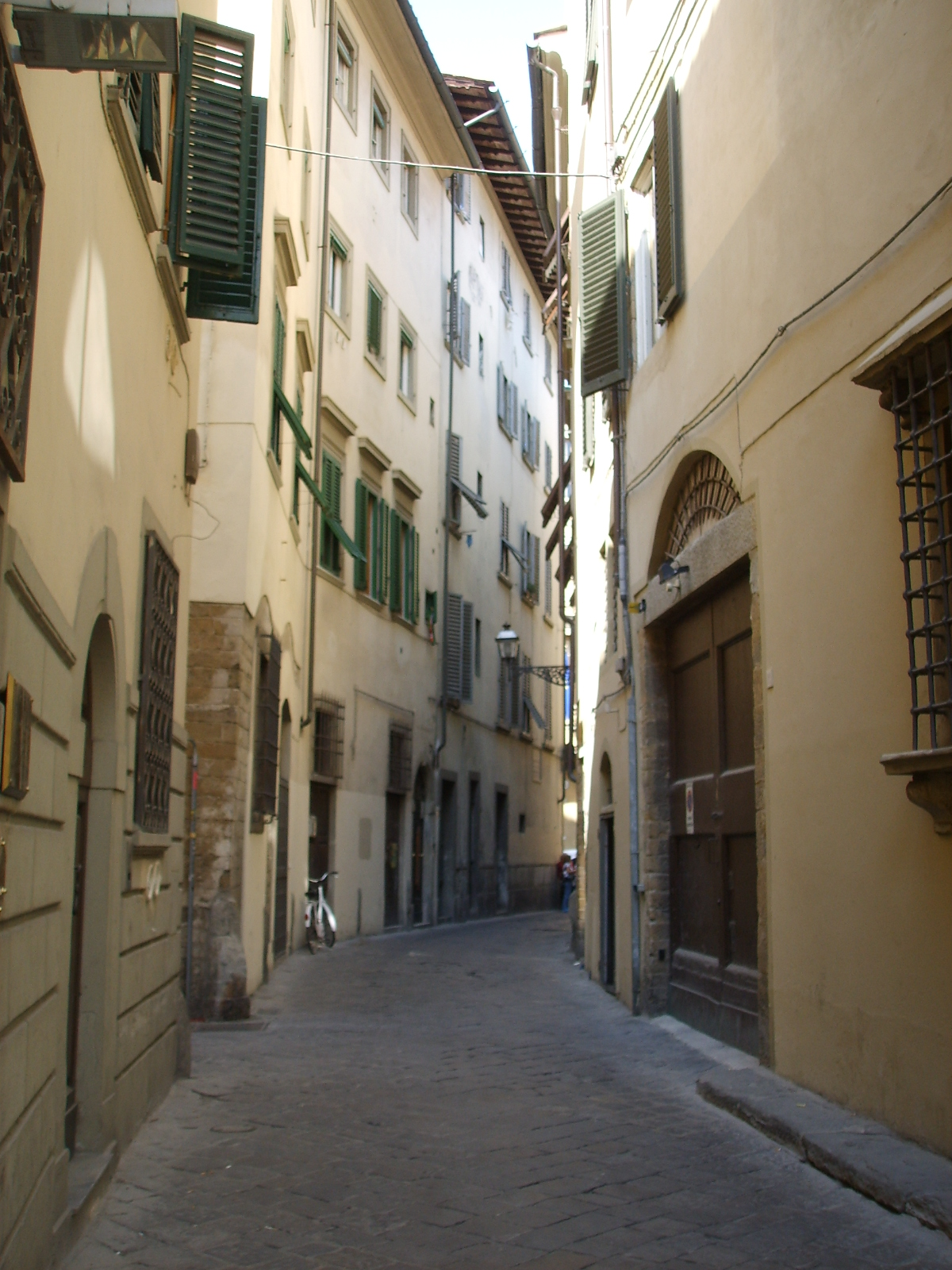
Vue de la via dei Bentaccordi (it), qui épouse la courbure de l'ancien amphithéâtre.
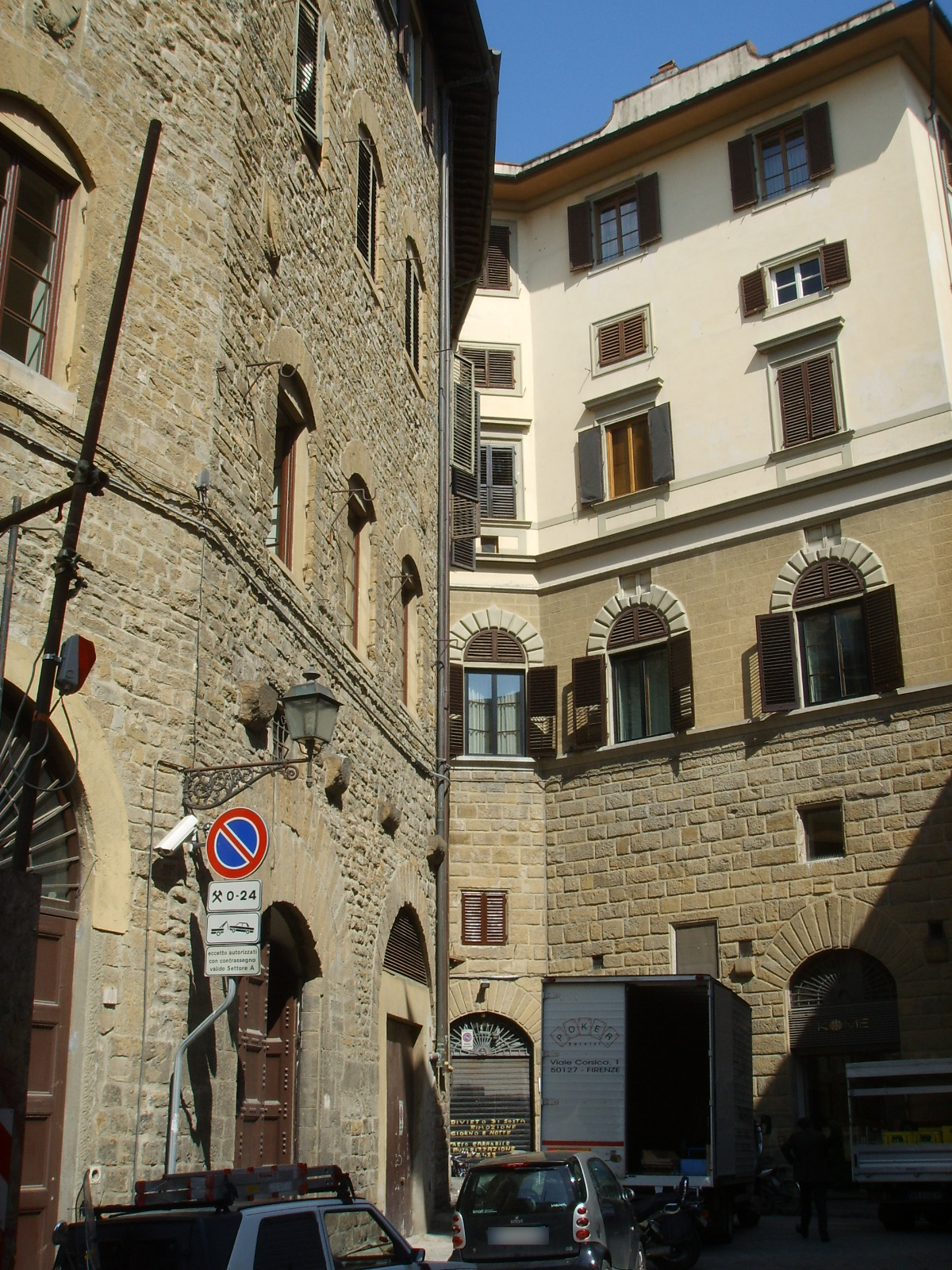
Immeubles curvilignes sur la piazza de' Peruzzi (it).

## Historique
L'amphithéâtre est construit entre 124 et 130 apr. J.-C. À sa construction, il est situé en dehors des murs de la cité romaine de Florentia (qui passaient près de l'actuelle via del Proconsolo (it) à plus d'une centaine de mètres à l'ouest). Il marque l'expansion maximale de Florentia vers l'est. C'était un amphithéâtre de forme elliptique, de 126 m dans sa plus grandes dimensions ; les stalles internes mesuraient 119 sur 89 m. Avec une capacité de 20 000 spectateurs, c'était un édifice de taille moyenne (le Colisée, par exemple, pouvait en accueillir 87 000).
Comme beaucoup d'amphithéâtres romains, l'usage de l'édifice est abandonné après la dissolution de l'Empire romain d'Occident. S'il semble exister des preuves de l'existence de l'amphitéâtre jusqu'au XIe siècle, l'expansion urbaine de la Florence médiévale absorbe l'édifice tout en épousant la forme. La famille Peruzzi y construit son palais la torre dei Peruzzi (it). Selon les chroniqueurs médiévaux, l'amphithéâtre sert également de prison. On a émis l'hypothèse que la forme en arc des portes de la piazza de' Peruzzi, régulièrement espacées, provient des anciennes entrées de l'amphithéâtre.
Dans la deuxième moitié du XIXe siècle, le quartier manque d'être démoli lors des opérations de rénovation urbaine : il est alors prévu de construire une grande avenue reliant la piazza della Signoria à la piazza Santa Croce, mais le projet n'aboutit pas.
À cause de son intégration dans le tissu urbain, l'amphithéâtre de Florence n'a jamais été fouillé de façon systématique, mes des découvertes ont eu lieu à l'occasion, comme en 1887 lorsque la construction d'un égout sur le borgo dei Greci a mis au jour une petite partie des ruines. Avant sa fermeture, le Museo di Firenze com'era (musée consacré à l'histoire de la ville fermé en octobre 2010) présentait toutefois plusieurs éléments de l'amphithéâtre, ainsi qu'une reconstitution sous la forme d'une maquette.

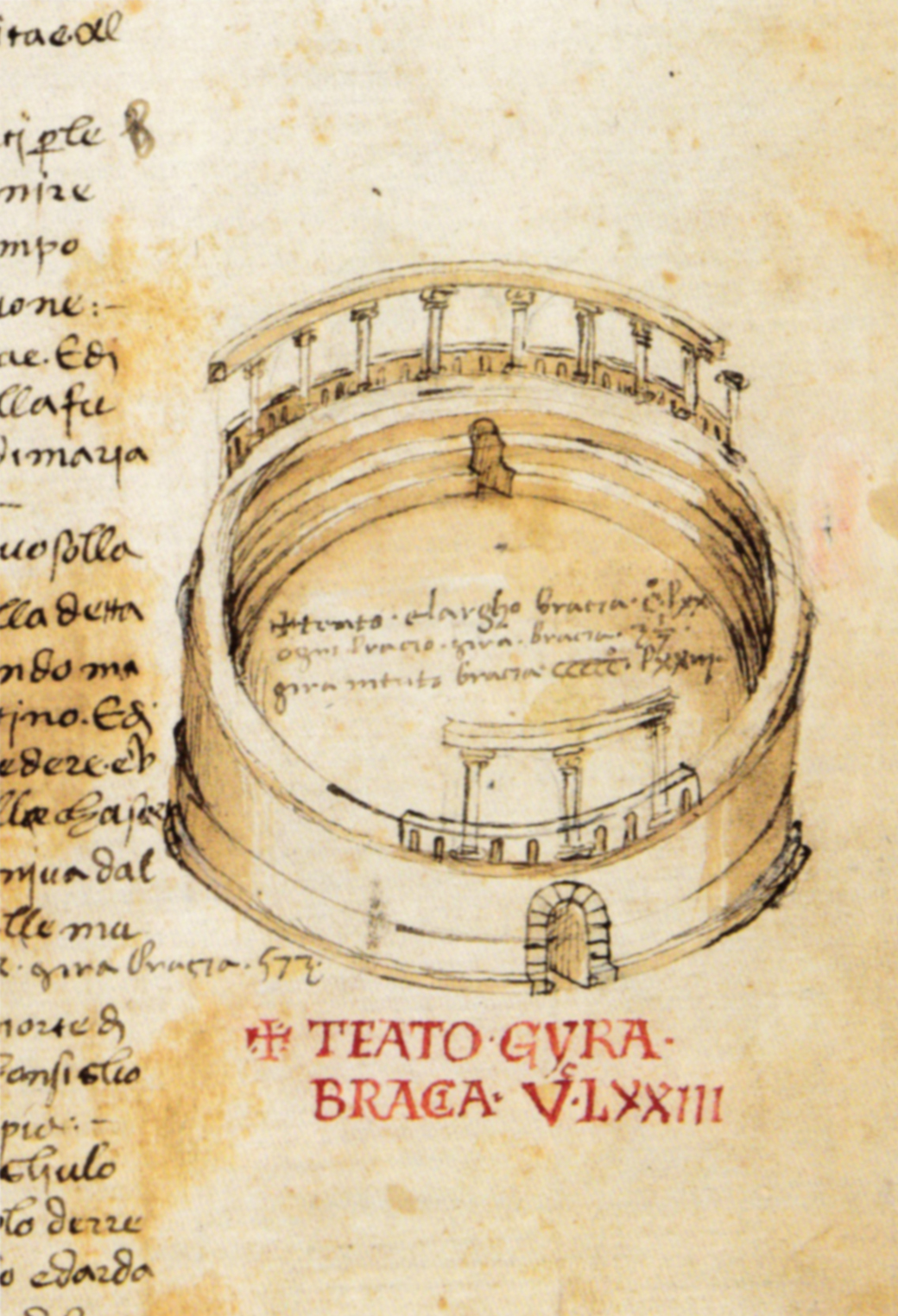
Page du Codex Rustici illustrant l'amphithéâtre de Florence (XVe siècle).
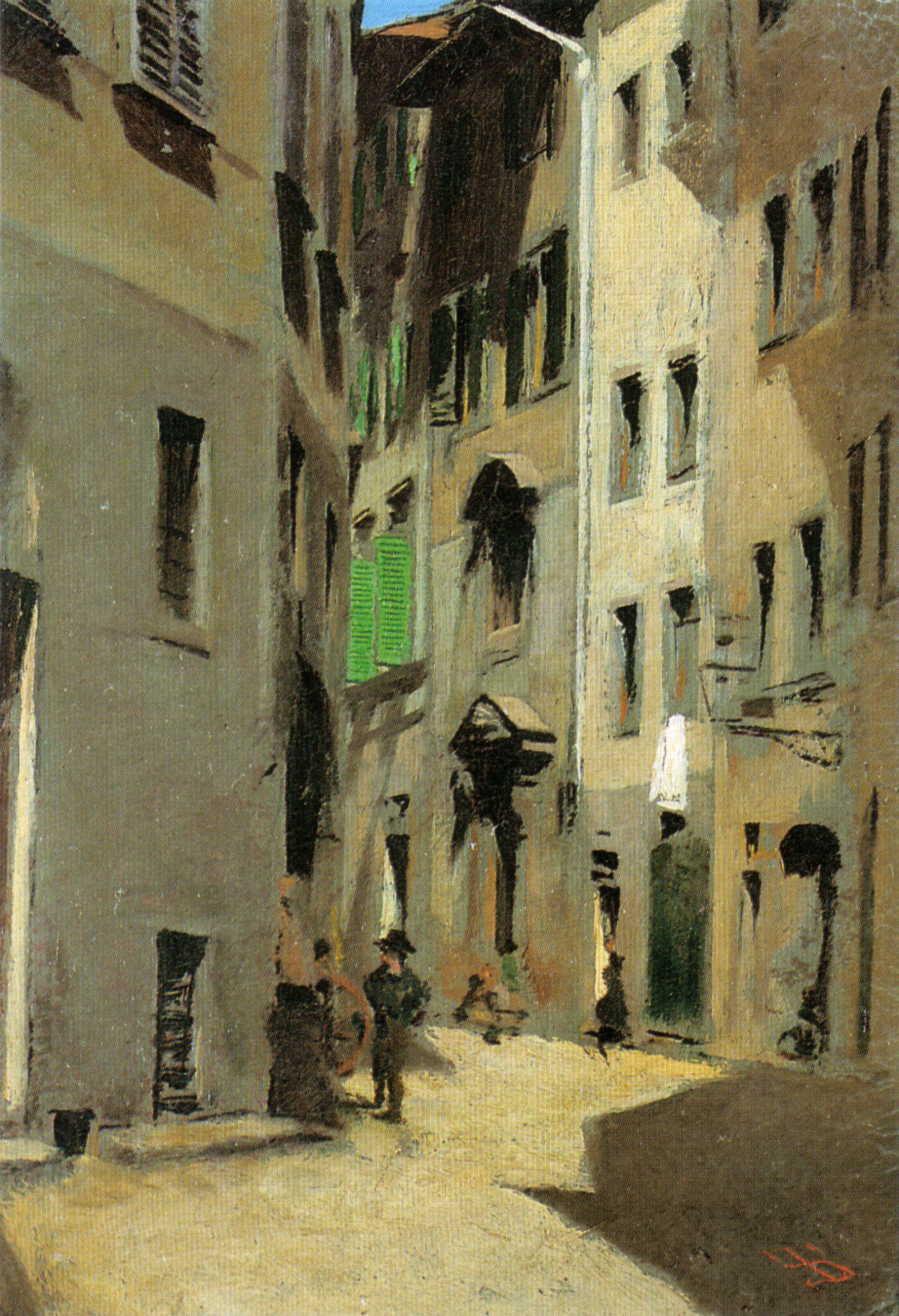
Telemaco Signorini, Via Torta, Firenze (vers 1870, huile sur toile).
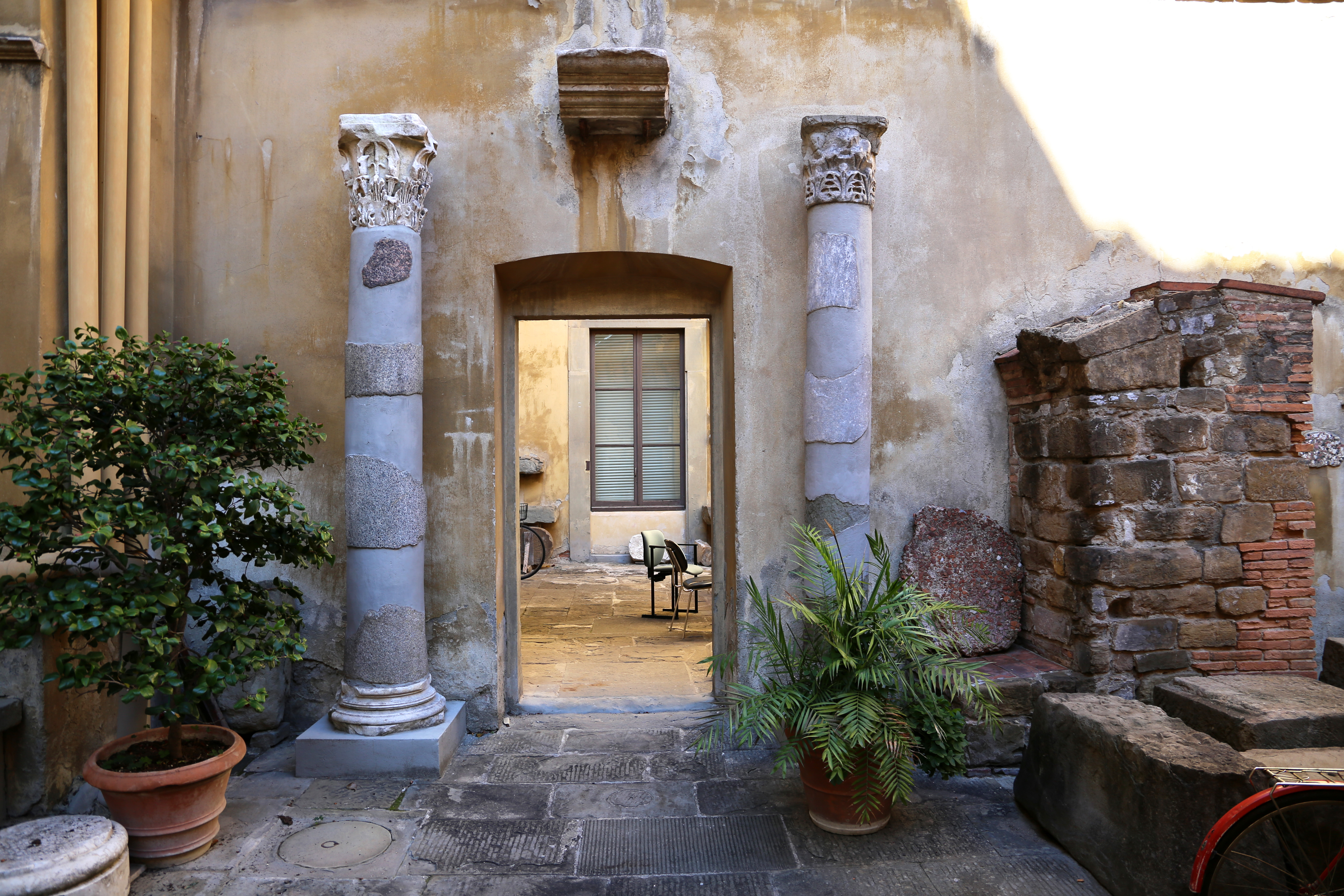
Fragments de l'amphithéâtre conservés au musée archéologique national.